# 鬼澤忍
鬼澤 忍（おにざわ しのぶ、1963年3月1日 - ）は、日本の翻訳家。
埼玉県生まれ。成城大学経済学部経営学科卒業。埼玉大学大学院文化科学研究科修士課程修了。

## 訳書
ゲーリー・ベルスキー、トーマス・ギロヴィッチ『賢いはずのあなたが、なぜお金で失敗するのか』日本経済新聞出版、2000年
ビル・ヴラシック、ブラッドリー・A・スターツ『ダイムラー・クライスラー──世紀の大合併をなしとげた男たち』早川書房、2001年
ユルゲン・グレスリン『ユルゲン・シュレンプ―─ダイムラー・クライスラーに君臨する「豪傑」会長』早川書房、2001年
デイヴィッド・F・ダレッサンドロ『ブランド戦国時代―─キラー・ブランド構築の10の鉄則』早川書房、2001年
マシュー・ハート『ダイヤモンド―─輝きへの欲望と挑戦』早川書房、2002年
ポール・シューメーカー『ウォートン流　シナリオ・プランニング』翔泳社、2003年
スコット・スネア『会議なんてやめちまえ!──ひとつの会議も開かずに仕事を進める方法』早川書房、2003年
ジョー・スタッドウェル『チャイナ・ドリーム（上・下）』伊東奈美子共訳、早川書房、2003年
ロバート・スレーター『ウォルマートの時代』日本経済新聞出版社、2003年
バートン・マルキール『お金を働かせる10の法則』日本経済新聞出版、2004年
ミシュリン・メイナード『トヨタがGMを越える日 ―なぜアメリカ自動車産業は没落したのか』早川書房、2004年
チェスター・ドーソン『レクサス──完璧主義者たちがつくったプレミアムブランド』 東洋経済新報社、2005年
ロジャー・ローウェンスタイン『なぜ資本主義は暴走するのか―─「株主価値」の恐るべき罠』日本経済新聞出版、2005年
マイケル・レイ『ハイエスト・ゴール―─スタンフォード大学で教える創造性トレーニング』日本経済新聞出版社、2006年
ゲイリー・L・ネイルソン、ブルース・A・パスターナック『最強企業が最強であり続けるための組織デザイン』日本経済新聞出版社、2006年
ランディ・カッシンガム『訴えてやる!大賞―─本当にあった仰天裁判73』早川書房、2006年
ヘルマン・サイモン、フランク・F・ビルスタイン、フランク・ルビー『脱・市場シェア主義』ランダムハウス講談社、2006年
ジョン・マエダ『シンプリシティの法則』東洋経済新報社、2008年
アラン・ワイズマン『人類が消えた世界』早川書房、2008年
ジェイソン・ケリー『大化け株とレバレッジで勝つ ケリー流株式投資法』東洋経済新報社、2009年
ロジャー・ローウェンスタイン『なぜGMは転落したのか―─アメリカ年金制度の罠』日本経済新聞出版社、2009年
ウィリアム・バーンスタイン『華麗なる交易──貿易は世界をどう変えたか』日本経済新聞出版社、2010年
マイケル・サンデル『これからの「正義」の話をしよう──いまを生き延びるための哲学』早川書房、2010年
ニコラス・A・クリスタキス、ジェイムズ・H・ファウラー『つながり──社会的ネットワークの驚くべき力』講談社、2010年
マイケル・サンデル『日本で「正義」の話をしよう〔DVDブック〕──サンデル教授の特別授業』小林正弥監修・解説、早川書房、2010年
ゲーリー・ベルスキー、トーマス・ギロヴィッチ『お金で失敗しない人たちの賢い習慣と考え方』日本経済新聞出版社、2011年
マイケル・サンデル『それをお金で買いますか──市場主義の限界』早川書房、2012年
マイケル・Ａ・クスマノ『君臨する企業の「６つの法則」─―戦略のベストプラクティスを求めて』延岡健太郎解説、日本経済新聞出版社、2012年
ジェイムズ・ロジャー・フレミング『気象を操作したいと願った人間の歴史』紀伊國屋書店、2012年
デイヴ・ロビンソン『ビギナーズ 哲学』筑摩書房、2012年
ダロン・アセモグル、ジェイムズ・Ａ・ロビンソン『国家はなぜ衰退するのか──権力・繁栄・貧困の起源（上・下）』早川書房、2013年
アラン・ワイズマン『滅亡へのカウントダウン（上・下）』早川書房、2013年
デイヴ・ロビンソン『ビギナーズ 倫理学』筑摩書房、2014年
リタ・マグレイス『競争優位の終焉──市場の変化に合わせて、戦略を動かし続ける』日本経済新聞出版社、2014年
ラズロ・ボック『ワーク・ルールズ！』矢羽野薫共訳、東洋経済新報社、2015年
フィリップ・ジンバルドー『ルシファー・エフェクト──ふつうの人が悪魔に変わるとき』中山宥共訳、海と月社、2015年
デイヴィッド・エドモンズ『太った男を殺しますか?──「トロリー問題」が教えてくれること』太田出版、2015年
ティモシー・ヴァースタイネン、ブラッドリー・ヴォイテック『ゾンビでわかる神経科学』太田出版、2016年
リチャード・マーフィー『ダーティ・シークレット――タックス・ヘイブンが経済を破壊する』岩波書店、2017年
マイケル・サンデル、ポール・ダンブロージョ『サンデル教授、中国哲学に出会う』早川書房、2019年
ウォルター・シャイデル『暴力と不平等の人類史──戦争・革命・崩壊・疫病』 塩原通緒共訳、東洋経済新報社、2019年
ウィリアム・バーンスタイン『交易の世界史──シュメールから現代まで（上・下）』筑摩書房、2019年
ニコラス・クリスタキス『ブループリント──「よい未来」を築くための進化論と人類史（上・下）』塩原通緒共訳、NewsPicksパブリッシング、2020年
マイケル・サンデル『実力も運のうち──能力主義は正義か?』早川書房、2021年
イーサン・クロス『Chatter(チャッター)──「頭の中のひとりごと」をコントロールし、最良の行動を導くための26の方法』東洋経済新報社、2022年